# 黃帝祭
黃帝祭，又稱軒轅節，「二月二，龍抬頭；三月三，生軒轅」，夏曆三月初三（小清明）是軒轅黃帝誕生的日子，是為軒轅節。
華人有炎黃子孫之說，軒轅黃帝作為中國的共同祖先，被華人敬仰和崇拜。因而每年的軒轅節和清明節是祭祀黃帝最隆重的日子。对黄帝的祭祀可追溯至先秦时期。《竹書紀年》：“黄帝既仙去，其臣有左彻者，削木为黄帝之像，帅诸侯朝奉之。”《国语·鲁语上》：“有虞氏禘黄帝而祖颛顼，郊尧而宗舜；夏后氏禘黄帝而祖颛顼，郊鲧而宗禹；商人禘舜而祖契，郊冥而宗汤”。秦汉以后，对黄帝的祭祀身份比较混乱，黄帝具有五方帝、五精上帝、人帝等多种身份。祭祀轩辕黄帝分为官祭和民祭两种，历史上的大型祭祀活动基本上都是官祭。

## 历代官祭
自唐代起，黄陵县黄帝陵成为官方认可的黄帝陵。宋明清均有官方祭祀，至近代沿袭。明清官祭中，将黄帝作为人帝祭祀，主要分为历代帝王庙祭祀、传心殿祭祀、景惠殿祭祀和黄帝陵祭祀等。
进入2000年代后，在中国地方政府推动本地举办各类公祭形式的祭祖活动的背景下。2004年开始，由陕西省人民政府主办清明公祭轩辕黄帝典礼。2008年两会期间，四名陕西籍全国政协委员联名提出议案，要求将公祭活动升格为国家级。与黄陵县争夺国家级黃帝祭的競爭者为自认是黄帝故里、举办黄帝故里拜祖大典的河南省新郑市。这一争议成为陕西、河南两省“黄帝之争”的一部分。

## 链結
- 公祭軒轅黃帝